# Dvorac Pejačević u Retfali
Dvorac Pejačević nalazi se u nekadašnjem selu Retfala, danas potpada užem centru grada Osijeka.

## Povijest
Dvorac je podigao grof Sigismund (Žigmund) Pejačević 1801. godine, sudeći prema natpisu na pročelju. No, gradnja je počela nekoliko godina ranije, vjerojatno 1796. godine.
Vlastelinstvo Retfala pripalo je grofovima Pejačević darovnicom austrijske carice i hrvatsko-ugarske kraljice Marije Terezije 1750. godine. U početku je to bio relativno mali posjed.

## Arhitektura
Otmjen klasicistički dvorac ima tri krila u obliku slova U. Unutrašnji je prostor organiziran oko središnjeg hodnika, gdje se sobe nižu s obje njegove strane. Središnja je os istaknuta velikom dvoranom i predvorjem u velikom paviljonu. Središnji paviljon uzdignut je na kat, dok je ostali dio dvorca s bočnim krilima prizeman. Paviljon je raščlanjen arkadama u prizemlju i jonskim pilastrima velikog reda, a izvorno je bio natkriven mansardom kao ostatak zgrade.
Dvorac je od ulice odvojen trijumfalnim ulazom s kovanom željeznom ogradom.
Usprkos tome što nije poznat arhitekt koji ga je gradio, dvorac se smatra značajnim djelom arhitekture klasicizma u Hrvatskoj.

## Mauzolej
U blizini dvorca, na retfalačkom groblju, nalazi se kapela-mauzolej obitelji Pejačević iz 1891. godine.

## Današnje stanje
Dvorac, nekada smješten u velikom perivoju je zapušten i oronuo.
Istu sudbinu dijeli i mauzolej, danas u sklopu retfalačkog groblja a nekada dio perivoja koji se prostirao oko dvorca.